# David Weaver
David Weaver (ur. 9 października 1987 w Black Mountain) – amerykański koszykarz, występujący na pozycjach skrzydłowego oraz środkowego, aktualnie zawodnik Pompea Mantova.
5 sierpnia 2020 został zawodnikiem włoskiego Pompea Mantova

## Osiągnięcia
Stan na 6 sierpnia 2020, na podstawie, o ile nie zaznaczono inaczej.
NCAA
- 2-krotny uczestnik turnieju NCAA (2009, 2010)

Drużynowe
- Mistrz Portugalii (2014)
- Zdobywca:
  - pucharu:
    - Portugalii (2014)
    - ligi izraelskiej (2018)

  - Superpucharu Portugalii (2013)
- Uczestnik rozgrywek:
  - Eurocup (2010/11)
  - Bałtyckiej Liga Koszykówki (2010/11)

Indywidualne
- Powołany do udziału w:
  - meczu gwiazd PLK (2012)[3]
  - konkursie wsadów podczas meczu gwiazd PLK (2012)[4]